# Moto 360 (2-е поколение)
Moto 360 2-го поколения, также известные как Moto 360 (2015) — умные часы на базе Android Wear. Были анонсированы 14 сентября 2015 г. на международной выставке IFA.

## Внешний вид и аппаратное обеспечение
Moto 360 (2-го поколения) имеют круглый дизайн, схожий с Huawei Watch и LG Watch Urbane, диаметр на выбор составляет 42 мм и 46 мм. Корпус выполнен из нержавеющей стали и доступен в нескольких цветовых решениях. Доступны металлические, а также выполненные из фирменной кожи Horween съемные ремешки; они стали более удобными для замены чем те, что были у 1-го поколения.
Девайс имеет аккумулятор «на весь день», который, по заявлению компании Motorola, держит заряд намного дольше, чем в предыдущем поколении Moto 360. Как и предыдущие часы, Moto 360 2-го поколения поддерживают беспроводную зарядку, осуществляемую на поставляемой док-станции. Они имеют два микрофона для распознавания голоса, шумоподавитель и вибромотор для тактильной отдачи. Датчик освещенности оптимизирует яркость дисплея и предоставляет возможность управления устройством с помощью жестов, таких как затемнение экрана прикрытием его ладонью. Встроен Bluetooth 4.0 для подключения к другим устройствам и беспроводным аксессуарам.
Как и у предыдущего поколения, датчик освещенности часов расположен ниже основного дисплея. Фотоплетизмограмма и 9-осевой акселерометр позволяют осуществлять мониторинг здоровья и физической активности. Устройство прошло сертификацию IP67, то есть оно защищено от попадания пыли и проникновения влаги при погружнии до глубины 1 метра (4 фута) в течение 30 минут.
Кроме того, часы Moto 360 2-го поколения имеют функцию голосового поиска.

## Программное обеспечение
Moto 360 работают на Android Wear — Android-платформе, разработанной Google специально для носимых устройств. В настоящее время устройство работает на версии Android Marshmallow и совместимо с любым смартфоном под управлением Android 4.3 или выше. Программное обеспечение девайса выводит на экран уведомления от подключенных телефонов. Часы используют подключенные телефоны, чтобы задействовать интерактивные функции, такие как карточки Google Now, поиск, навигацию, воспроизведение музыки и интеграцию с приложениями, например фитнес, Evernote и другими.

## Стоимость
Начальная цена составляет $300.

## Восприятие
Впечатления от Moto 360 были в целом положительными, особенно по сравнению со своим предшественником, однако ограничения Android Wear обеспокоили некоторых критиков. Противопоставляя индустриальный дизайн программному обеспечению, Дэн Сэйферт из The Verge отметил, что «если вы покупаете умные часы Moto 360, вы платите больше за часы, чем за ум». The Guardian дали устройству четыре из пяти звезд, сделав вывод, что «эти часы не более умные, чем практически любые другие часы на Android Wear», несмотря на то, что они имеют «плавную производительность» и более удобны, чем первое поколение.